# Kosare jezik
Kosare jezik (kosadle; ISO 639-3: kiq), jezik porodice kaure, uže skupine kaure, kojim govori oko 250 ljudi (1993 R. Doriot) zapadno od mjesta gdje se sastaju rijeke Nawa i Idenburg na indonezijskom dijelu Nove Gvineje; i u susjedstvu plemenskih skupina Ketengban i Lepki.
Pripadnici etničke grupe (pleme) zove se Kosadle ili Kosare.

## Vanjske poveznice
- Ethnologue (14th)
- Ethnologue (15th)